# Episodi di LEGO Ninjago: La rivolta dei draghi (terza stagione)
La terza stagione, della serie animata Ninjago: La rivolta dei draghi (Ninjago: Dragons Rising), è composta da due parti di dieci episodi, per un totale di venti episodi, ciascuno della durata di 22 minuti.
Negli Stati Uniti d'America, in Canada e nell'America Latina, la prima parte della stagione è stata pubblicata il 17 aprile 2025. La seconda parte, invece, verrà rilasciata il 4 settembre 2025. In Italia, invece, è stata messa in onda dal 12 maggio dello stesso anno, con il rilascio di un episodio al giorno, dal lunedì al venerdì alle 21:15 su Cartoon Network.. Mentre la seconda parte, in Italia ancora non si sa niente.
| nº            | Titolo originale                     | Titolo italiano                      | Prima TV USA    | Prima TV Italia |
| Prima parte   | Prima parte                          | Prima parte                          | Prima parte     | Prima parte     |
| ------------- | ------------------------------------ | ------------------------------------ | --------------- | --------------- |
| 1             | The Missing                          | Dispersi                             | 17 aprile 2025  | 12 maggio 2025  |
| 2             | The Ultimate Object of Admiration    | Il Grande Oggetto d'Ammirazione      | 17 aprile 2025  | 13 maggio 2025  |
| 3             | The Spectral Lands                   | Le Terre Spettrali                   | 17 aprile 2025  | 14 maggio 2025  |
| 4             | The Great Zane Robbery               | Giù dal treno                        | 17 aprile 2025  | 15 maggio 2025  |
| 5             | I Alone Can Save Them                | Alla ricerca delle Lame              | 17 aprile 2025  | 16 maggio 2025  |
| 6             | Fallen Wishes                        | Il ritorno di Arrakore               | 17 aprile 2025  | 19 maggio 2025  |
| 7             | Their Draconic Majesty's Request     | La richiesta di Sua Maestà Draconica | 17 aprile 2025  | 20 maggio 2025  |
| 8             | Crashing Together                    | Insieme per sempre                   | 17 aprile 2025  | 21 maggio 2025  |
| 9             | Chaos Unchained                      | Le ultime catene                     | 17 aprile 2025  | 22 maggio 2025  |
| 10            | The Shatter Dragon                   | Il Drago Distruttore                 | 17 aprile 2025  | 23 maggio 2025  |
| Seconda parte |                                      |                                      |                 |                 |
| 11            | The Hollow Ones                      |                                      | 4 Settebre 2025 | Inedito         |
| 12            | Human Resources                      |                                      | 4 Settebre 2025 | Inedito         |
| 13            | Between You and Lee                  |                                      | 4 Settebre 2025 | Inedito         |
| 14            | Casket of Bones                      |                                      | 4 Settebre 2025 | Inedito         |
| 15            | The Screaming Earth                  |                                      | 4 Settebre 2025 | Inedito         |
| 16            | Under the Light of a Mechanical Moon |                                      | 4 Settebre 2025 | Inedito         |
| 17            | The Vault of Focus                   |                                      | 4 Settebre 2025 | Inedito         |
| 18            | For Whom the Bell Tolls              |                                      | 4 Settebre 2025 | Inedito         |
| 19            | When Doves Cry                       |                                      | 4 Settebre 2025 | Inedito         |
| 20            | Chaos Reigns                         |                                      | 4 Settebre 2025 | Inedito         |

## Dispersi
- Titolo originale: The Missing
- Diretto da: Daniel Ife
- Scritto da: Kevin Burke e Chris "Doc" Wyatt

### Trama
Molto prima che il tempo avesse un nome, nel Primo regno infuriava una guerra tra i draghi e i loro nemici mortali. Tra le fila dell'esercito dei draghi combatteva Thunderfang, il distruttore del caos, un guerriero leggendario convinto che le sue vittorie gli avrebbero valso il titolo di drago sorgente. Ma quando gli fu negato questo onore, seminò il caos nella città dei templi. Fu allora che intervenne il drago Arc della concentrazione, che lo sconfisse e lo imprigionò nelle profondità del Primo Regno.
Nel presente, nelle Terre Selvagge, Nya, Kai e Wyldfyre sono alla ricerca di Jay, scomparso dopo il torneo delle sorgenti e ancora affetto da amnesia. Avvistati dei fulmini nel cielo, Kai e Nya si dirigono verso il punto d'origine, sperando di ritrovarlo, ma finiscono per interrompere una cerimonia comunitaria delle lamporocce, creature elettriche che reagiscono con furia. I due vengono imprigionati e sottoposti a un processo per decidere la loro sorte. Wyldfyre, rimasta fuori a fare la guardia, tenta di liberarli travestendosi da magmaroccia, ma viene scoperta e catturata a sua volta. Dopo che Nya chiarisce il malinteso, le lamporocce decidono di liberare solo lei, trattenendo Kai e Wyldfyre. A quel punto, Nya sceglie di agire con la forza: attacca le lamporocce, libera i compagni e i tre fuggono insieme.
Al monastero di Spinjitzu, Lloyd e Cole discutono se Wu sia stato davvero la causa della fusione e se sia ancora vivo, dopo averlo visto sotto forma di spirito. Cole annuncia che andrà a cercare Arin e Jay nella Terra delle cose perdute, mentre Zane prosegue le ricerche sui portali tra i monasteri. Intanto, i ninja sono affiancati da Frak, che si allena sfruttando la forza distruttiva appresa da Ras. Lloyd, però, gli ricorda che la forza non è l’unica costante del combattimento. Frak comincia a legare con Sora, risollevandole il morale per la mancanza di Arin e insegnandole a cucinare crostate. Ma Sora si dimostra negata: una delle sue crostate esplode, ispirando Zane a introdurre una variabile caotica nei calcoli sull'esplosione del portale da cui Arin è scomparso con Ras. Grazie a questo ragionamento, Zane riesce a localizzare la loro possibile destinazione. Insieme a Lloyd, Frak e Sora, si dirige sul posto e affrontano una marionetta gigante, che sconfiggono rimuovendole una lama che ne alimentava l'energia.
Nel frattempo, in un luogo ignoto, i Cinque Proibiti – Nokt, Rox, Zarkt, Drix e Kur – finalmente riuniti e in piena forma, attaccano un camion di provviste per rifocillarsi. Risparmiano i due conducenti affinché diffondano la notizia del loro ritorno. Dopo il saccheggio, Rox rivela agli altri che è giunto il momento di partire per il Primo Regno: devono liberare Thunderfang.

## Il Grande Oggetto d'Ammirazione
- Titolo originale: The Ultimate Object of Admiration
- Diretto da: Shane Poettcker
- Scritto da: Liz Hara

### Trama
In una zona remota del Primo Regno, Arin si imbatte in una famiglia che lo crede disperso e lo invita a cena. Prima di andarsene, la sera stessa, Arin ringrazia la famiglia che gli ha offerto del cibo. Porta quel cibo a Ras, gravemente ferito dall'esplosione che ha teletrasportato entrambi in quel luogo e che ora è divenuto suo maestro. Ras cerca di allenare Arin cercando di fargli trasformare la rabbia e il dolore in forza, convincendolo che i ninja non sono più i suoi veri insegnanti. Ricordando che i ninja non hanno salvato i suoi genitori e che è stato Wu a causare la fusione, Arin riesce a compiere uno Spinjitzu completo. Nel frattempo, Lloyd, Sora, Frak, Riyu e Zane continuano a cercarlo e raggiungono una grotta. Zane, a cavallo del drago Zanth, non può entrare a causa delle dimensioni della creatura, e resta all’esterno per esplorare l’area, mentre gli altri si addentrano.
All’interno, Lloyd, Sora, Frak e Riyu scoprono antiche incisioni rupestri. Proseguendo, si ritrovano in passaggi sempre più stretti. Frak usa il suo potere del terremoto per spostare delle rocce, ma provoca un crollo che li fa precipitare in un dirupo. Si risvegliano in un villaggio abitato da creature alate dalla pelle rossa. Una di loro cura una ferita a Lloyd e si presenta come Tyr, capo della tribù dei dragoniani. Riunitisi, i ninja esplorano il villaggio e trovano antichi disegni oni, i demoni che un tempo erano in guerra con i draghi, ben prima della nascita del Primo Maestro di Spinjitzu. Capiscono così di trovarsi proprio nel luogo in cui, dopo la fusione, è apparso il Primo Regno, abitato ormai solo da draghi e dragoniani. Due anziane della tribù rivelano che Arin è passato da lì, diretto verso i boschi meridionali, dove si dice viva un ciclope.
Seguendo l'olfatto di Riyu, Lloyd, Sora e Frak si dirigono nei boschi e trovano un gruppo di cacciatori dragoniani intrappolati sotto un masso. Mentre tentano di liberarli, appare Powerlid, il gigantesco ciclope di cui parlavano le vecchiette, che si definisce "il Grande Oggetto d'Ammirazione". Lloyd lo affronta con lo Spinjitzu, ma la tecnica si manifesta in modo insolito. Durante lo scontro, Sora inganna il ciclope spingendolo a sollevare il masso per impressionarli. Powerlid ci riesce, ma il peso lo travolge e lo fa svenire. I ninja liberano i cacciatori, che raccontano di aver visto un ragazzo trascinare qualcuno su una slitta, somigliante alla descrizione di Arin. In effetti, Arin sta ancora trascinando Ras, sempre più debole; Ras gli dice di dirigersi verso le Terre Spettrali, dove, secondo lui, si trova qualcosa in grado di curare definitivamente le sue ferite.

## Le Terre Spettrali
- Titolo originale: The Spectral Lands
- Diretto da: Daniel Ife
- Scritto da: Hanah Lee Cook

### Trama
Arin continua a seguire le indicazioni di Ras per diventare più forte. Ras lo sprona a trasferire lo Spinjitzu sugli oggetti, ma Arin fatica e Ras, irritato, tossisce a causa delle ferite. Arin gli dice che è debole, ma Ras ribatte che è solo ferito, non debole, e che non bisogna confondere le due cose. Per trovare una soluzione, decidono di mettersi in cammino verso le Terre Spettrali. Nel frattempo, Nya, Kai e Wyldfyre, tornati a Crossroads, cercano un modo per ritrovare Jay. Kai propone di andare alla sala giochi di Lobbo, convinto che, battendo il record di Jay, lui lo percepirà e li raggiungerà. Nya inizialmente trova l'idea assurda, ma accetta. Arin e Ras, intanto, giungono alle Terre Spettrali. Ras spiega che, in cima alla collina, al centro del villaggio, si trova il Pozzo dei Dimenticati, da dove recuperare un elisir in grado di curarlo. Affida ad Arin la lama boomerang, un'arma potente forgiata in acciaio prismatico.
Arin si addentra nel villaggio spettrale, deserto e gelido. Camminando, viene colpito per errore da un fantasma: è Morro, che lo invita a guardare attraverso la lama per vedere meglio. Arin obbedisce e scopre dei mostri invisibili, i succhia-anima, che stanno attaccando Morro. Li respinge, e i mostri si allontanano temporaneamente. Intanto, Morro spiega ad Arin che i succhia-anima preferiscono l'anima dei vivi a quella dei morti, e che i vivi non dovrebbero trovarsi nelle Terre Spettrali, un regno riservato ai defunti. Arin gli spiega di essere un ninja e di aver bisogno dell'elisir per salvare il suo maestro. Morro, colpito, confessa di essere stato anche lui un ninja, e di aver avuto un maestro in passato. Mentre si dirigono verso il pozzo, Arin chiede perché il Regno dei defunti si trovi lì. Morro racconta che, dopo la fusione, il Regno maledetto si è unito a quello dei defunti, dando origine alle Terre Spettrali. Ora, dopo la morte, le anime proseguono oltre quelle terre, ma Morro non sa dove e suppone in un'altra fase dell'esistenza. Lui stesso è rimasto lì per proteggere i viandanti dai succhia-anima.
Nella sala giochi di Lobbo, Kai tenta di superare il record di Jay mentre Nya si annoia e Wyldfyre si diverte con altri videogiochi. Kai riesce nell'impresa, ma qualcuno inizia a giocare da remoto, superando di nuovo il punteggio. Il vincitore si firma come Jay. I tre capiscono quindi che il piano ha funzionato. Intanto, Arin e Morro raggiungono il pozzo, recuperano l’elisir e lo danno a Ras. Morro saluta Arin rivelandogli che il suo maestro era Wu, e che se dovesse incontrarlo, di dirgli che "aveva ragione". Arin replica che Wu è morto, ma Morro nega: se fosse davvero defunto, sarebbe passato di lì, e lui lo avrebbe visto. Nel frattempo, al villaggio dei dragoniani arrivano i Cinque Proibiti, che attaccano gli abitanti e scoprono l'ingresso alla prigione di Thunderfang. Entrano e parlano con l'enorme drago, il quale promette loro un potere immenso in cambio della libertà. Per liberarlo, servono cinque lame prismatiche. Thunderfang, allora, consegna loro una gemma rossa. Tornati in superficie, Nokt la usa con la sua forza bruta per corrompere mentalmente i dragoniani, trasformandoli in alleati.

## Giù dal treno
- Titolo originale: The Great Zane Robbery
- Diretto da: Shane Poettcker
- Scritto da: Eugene Son

### Trama
Lloyd, Sora, Frak e Riyu continuano la ricerca di Arin nei boschi meridionali, seguendo alcune tracce. Con l'arrivo della sera, decidono di accamparsi per riposare. Nel frattempo, Zane, in sella al drago Zanth, scopre un altro monastero, che ritiene parte della terra che sta esplorando. All'interno becca Rapton e i suoi filibustieri intenti a saccheggiare l'edificio e a razziare oggetti di grande valore. Zane si rivela e tenta di fermarli per impedire che manufatti importanti finiscano nelle mani sbagliate, ma il gruppo fugge rapidamente. Durante l'inseguimento, Zane si accorge che tra il bottino c'è una capsula simile al tecno-bozzolo in cui era stato rinchiuso dopo la fusione. Incuriosito, si introduce nel treno dei filibustieri per recuperarla.
Dopo una breve perlustrazione, trova la capsula e riesce ad attivarla: al suo interno si risveglia P.I.X.A.L. e Zane, rivedendola dopo anni, la abbraccia, anche se i ricordi di P.I.X.A.L. si fermano proprio alla mattina della fusione. Il momento di pace però dura poco: Rapton e i suoi tornano per affrontarli, furiosi per l'intrusione. Zane e P.I.X.A.L. combattono fianco a fianco, respingendo facilmente i nemici, ma lo spazio ristretto del vagone complica le manovre. Decidono così di uscire all'esterno, cercando un punto da cui saltare senza rischiare di schiantarsi. Dal cielo, quattro dragoniani guidati da Nokt, uno dei Cinque Proibiti, piombano sul treno ancora in corsa. Zane lo riconosce subito e avverte P.I.X.A.L. del pericolo, ma sorprendentemente Nokt sembra ignorarli: è lì per qualcos'altro.
Nokt e i suoi entrano nel treno, si sbarazzano dei filibustieri e recuperano una delle cinque lame prismatiche rubate, fondamentali per i loro piani. Zane e P.I.X.A.L. tentano di fermarli, ma i dragoniani si dimostrano troppo forti: li sconfiggono e fuggono con la lama, danneggiando il treno in corsa. Zane collega il proprio sistema al convoglio e riesce a fermarlo prima dello schianto, ma l'impresa consuma gran parte della sua energia e compromette seriamente i suoi circuiti. Intanto, nel villaggio dei coltivatori di alghe, Rox e un gruppo di dragoniani attaccano gli abitanti. Rox si immerge e recupera una seconda lama prismatica dal fondale, annunciando che la liberazione di Thunderfang è sempre più vicina.

## Alla ricerca delle Lame
- Titolo originale: I Alone Can Save Them
- Diretto da: Daniel Ife
- Scritto da: Kevin Burke e Chris "Doc" Wyatt

### Trama
Rox e Nokt tornano da Thunderfang con le rispettive lame prismatiche e spezzano due delle cinque catene che lo imprigionano. Spiegano che le restanti verranno rotte quando anche gli altri Cinque Proibiti faranno ritorno dalle loro missioni. Kur, infatti, si è diretta verso la Città dei Templi, dove Roby sta restaurando il museo con sculture e decorazioni moderne. Kur, che si rivela essere una donna, entra nel museo, attacca Roby e i nindroidi che lo proteggono e recupera la lama prismatica. Tuttavia, la lama è distrutta: si era rotta durante il combattimento tra Lloyd e Zeatrix al torneo delle sorgenti. Infastidita da Roby, Kur usa su di lui il proprio potere elementale, la decadenza, indebolendolo e rendendogli la pelle pallida e rugosa, e fa lo stesso su uno dei draghi messaggeri, Hermes.
Nel frattempo, Arin e Ras, ancora in viaggio, arrivano in un deserto apparentemente privo di vita. Ras rassicura Arin e, sollevando una roccia, rivela una leva che fa emergere una piattaforma sotterranea. Da lì spunta un jet volante. Ras invita Arin a pilotarlo, ma lui ha qualche difficoltà. Dopo vari tentativi, però, riesce finalmente a decollare. Nei boschi meridionali, Lloyd, Sora, Frak e Riyu trovano la slitta con cui Arin trasportava Ras ferito e decidono di seguire le tracce, che Riyu riesce a fiutare. Nel frattempo, P.I.X.A.L. tenta di riparare Zane, costringendo Rapton e i filibustieri ad aiutarla, sostenendo che devono la vita a Zane. Alla sala giochi di Lobbo, Nya e Kai cercano di capire come Jay sia riuscito a giocare da remoto, dato che la scheda madre del cabinato non lo consente. In quel momento, Wyldfyre riceve un messaggio dai draghi di Roby: Roby è stato attaccato da uno dei Proibiti ed è in gravi condizioni. I tre usano il portale del monastero di Spinjitzu per raggiungere la Città dei Templi. Roby, sebbene confuso sull'importanza della lama prismatica, consegna loro un grosso libro che, a suo dire, contiene tutte le risposte.
Intanto, il gruppo di Lloyd continua a seguire Riyu, che inizia a percepire un pericolo. Si nascondono poco prima che arrivi Zarkt, un altro dei Proibiti, accompagnato dai dragoniani. Sono lì per cercare la lama prismatica, che riescono a percepire. Il gruppo viene scoperto: la lama si rivela essere quella recuperata dalla marionetta gigante. Lloyd affronta Zarkt, mentre Sora e Frak combattono i dragoniani. Lo scontro si complica, ma arrivano P.I.X.A.L. e Zane, quest'ultimo modificato e divenuto più imponente. Grazie alla loro forza, Zarkt è costretto alla ritirata con i suoi, senza riuscire a prendere la lama. Nel frattempo, Kur torna al villaggio dei dragoniani e consegna la lama rotta a Rox, che la rassicura e le dice che può essere riparata. Arin e Ras, invece, atterrano in un luogo dove, secondo Ras, si trovano i genitori di Arin. Ma quando Arin scala la collina, scopre un cimitero: i suoi genitori sono morti. Ras confessa di non averglielo detto prima perché non gli avrebbe creduto.
Aggiunge poi che, se resterà con lui, riusciranno a invertire la fusione. Solo così, secondo Ras, la sua tribù e i genitori di Arin potranno tornare a vivere, come se nulla fosse mai successo.

## Il ritorno di Arrakore
- Titolo originale: Fallen Wishes
- Diretto da: Shane Poettcker
- Scritto da: Liz Hara

### Trama
In un vicolo di Crossroads, un misterioso individuo mascherato, Rogue, riceve la visita di Zeatrix, che lo aveva contattato in precedenza. Zeatrix desidera vendetta e gli offre un'ingente somma di denaro per consegnarle Ras. Nel frattempo, in un'altra zona delle terre della fusione, Arrakore è intento a ricostruire il suo regno natale, Djinjago, esaudendo i desideri delle persone. Davanti a lui si presenta Dareth, con una richiesta frivola, che Arrakore rifiuta: ha infatti deciso di soddisfare solo desideri con una vera utilità. Sull'isola che ha creato, arriva Rox con un gruppo di dragoniani, chiedendo ad Arrakore di riparare la lama prismatica rotta recuperata da Kur, tramite un desiderio. Alla Città dei Templi, Nya e Kai esaminano il libro che Roby ha affidato loro. Il testo rivela che osservando una lama prismatica si possono vedere anime nascoste, poiché forgiata non col fuoco, ma con l'energia dell'anima. Scoprono inoltre la storia di Thunderfung, che secoli prima desiderava diventare un drago sorgente, ma, non ottenendo ciò che voleva, distrusse tutto. Venne sconfitto dal drago Arc della concentrazione e incatenato con vincoli distruttibili solo da cinque lame prismatiche. Nya e Kai comprendono il vero obiettivo dei Cinque Proibiti e decidono di avvisare gli altri ninja.
A Djinjago, Arrakore viene catturato dai dragoniani e, privo di sufficiente potere per fuggire, si rifiuta di esaudire i desideri di Rox. Lei allora usa un artefatto simile a una piccola piramide per intrappolarlo e costringerlo a esaudire i suoi comandi. Messo alle strette, Arrakore fa esaudire per errore un desiderio che evoca i ninja. Vengono così teletrasportate sull'isola Nya, che era con Kai, e Sora e Riyu, che erano con il gruppo di Lloyd. Arrakore chiede il loro aiuto contro Rox. Dopo un attimo di disorientamento, Nya, Sora e Riyu – unici ninja evocati, poiché gli unici che Arrakore conosce – affrontano i dragoniani. Tuttavia, Rox riesce a intrappolare Arrakore nella piramide e formula il desiderio che le consente di riparare la lama. Sora, grazie al suo potere della tecnologia, riesce a distruggere l'artefatto e a liberare Arrakore, ma Rox, ormai in possesso della lama riparata, fugge con i suoi.
Intanto, Arin è ancora sconvolto per la morte dei genitori. Ras gli confessa di sapere tutto da tempo: ha infatti accesso alle informazioni che Jay aveva ottenuto all'amministrazione.
Ras rivela che per invertire la fusione servono le icone dei sette draghi sorgente, ma lui ne possiede solo una. Arin gli racconta allora dell'esistenza del Tempio dei Nuclei del Drago, che aveva visitato insieme ai ninja, dove uno spirito potrebbe fornire loro le risposte; pertanto, i due ripartono con il jet verso quella destinazione. Nel frattempo, Nya racconta a Sora ciò che ha scoperto sulle lame prismatiche e su Thunderfung. Insieme a Riyu, tramite un desiderio, vengono rimandate nei luoghi da cui Arrakore le aveva evocate. Sora informa Lloyd, Frak, Zane e P.I.X.A.L. delle rivelazioni di Nya e delle vere intenzioni dei Cinque Proibiti, mentre Nya avverte Kai del pericolo imminente.

## La richiesta di Sua Maestà Draconica
- Titolo originale: Their Draconic Majesty's Request
- Diretto da: Daniel Ife
- Scritto da: Eugene Son

### Trama
Rox torna da Thunderfung con la lama prismatica riparata grazie al desiderio espresso ad Arrakore, liberandolo dalla terza catena. Ora attende il ritorno di Zarkt e Drix con le ultime due lame. Nel frattempo, il gruppo di Lloyd è tornato al monastero di Spinjitzu: Zane espone a P.I.X.A.L. la sua teoria secondo cui la fusione avrebbe generato un monastero simile per ogni regno, promettendole che presto visiteranno insieme tutte le terre della fusione. Anche Nya e Kai fanno ritorno e riabbracciano P.I.X.A.L. dopo anni. Spiegano che Wyldfyre è rimasta alla Città dei Templi per assistere Roby, ancora gravemente ferito.
Lloyd, intanto, tenta di distruggere la lama prismatica in suo possesso per impedirne l'uso ai Cinque Proibiti, ma scopre che è indistruttibile.
Nel frattempo, Ras e Arin, in volo con il jet, vengono attaccati da Rogue, il misterioso individuo mascherato ingaggiato da Zeatrix, intenzionato a rapire Ras. Arin si lancia fuori dall'aereo in volo e affronta l'aggressore, anch'egli in grado di volare grazie a delle ali meccaniche. Lo scontro danneggia il jet, che precipita. Ras si salva con un paracadute, mentre Arin viene soccorso dai draghi della tribù di Riyu e portato nel loro rifugio, dove incontra Eridany, giovane figlia della defunta matriarca. A parlare al suo posto è il tutore, Leaf Blade, che si offre di aiutare Arin a raggiungere il Tempio dei Nuclei del Drago. Una volta ricongiunti, Ras si infuria: se la tribù dei draghi della montagna riconoscesse la sua identità, cercherebbe vendetta, poiché in passato dava loro la caccia come generale degli Artigli di Imperium. Tuttavia, i draghi non sembrano riconoscerlo. Alla Città dei Templi, intanto, Wyldfyre affronta un pericoloso sentiero sotterraneo per recuperare dei meloni con cui curare Roby, ma la zuppa che ne ricava si rivela inefficace. 
Ras e Arin raggiungono finalmente il Tempio dei Nuclei del Drago ed entrano. Ras, con modi brutali, distrugge la statua del Primo Maestro di Spinjitzu, evocando lo spirito del tempio. Mostra l'icona del drago nascosta nel suo martello e, ferendo lo spirito, lo costringe a rivelare dove si trovano le altre: le profondità dell'Oltretomba, lo Scrigno Osseo e la Forgia dei Dimenticati. Liberato, lo spirito lancia una maledizione su entrambi, lasciando Arin turbato dal sentirsi considerato un cattivo. All'uscita, la tribù dei draghi delle montagna riconosce finalmente Ras e tenta di catturarlo. Ma Arin, evitando lo scontro, riesce a fuggire insieme a lui ed entrambi raggiungono un posto sicuro. Proprio in quel momento, la squadra dei ninja arriva sul posto, sorprendendo Arin, che non si aspettava di rivedere i suoi compagni in quel luogo.

## Insieme per sempre
- Titolo originale: Crashing Together
- Diretto da: Shane Poettcker
- Scritto da: Glen Lakin

### Trama
In un flashback, viene mostrato quando Sora, appena fuggita da Imperium, arrivò per la prima volta a Crossroads. Esplorando il quartiere, si imbatté in un merlopiano che vendeva frutti di mare. Affamata, ne rubò uno, ma venne subito accusata e inseguita da alcuni passanti, istigati dal venditore. Fu salvata da Arin, che la nascose dietro una pila di crostate preparate da lui stesso: è così che i due si conobbero. Col tempo diventarono amici e Sora gli confessò di non aver mai avuto un vero amico prima di lui. Una sera, credendo di aver rovinato le crostate e offeso Arin, scappò via. Venne però catturata da due scheletri dalle ossa nere, che la intrappolarono nella gabbia del loro furgoncino per deportarla in una miniera come schiava. Arin corse in suo aiuto, riuscì a liberarla e a sconfiggere gli scheletri, poi la rassicurò, dicendole che non si era arrabbiato. I due si promisero di restare amici per sempre.
Nel presente, Arin è spiazzato nel rivedere i ninja, giunti nella foresta dopo aver localizzato la lama prismatica nelle mani di Ras. Frak gli propone di tornare nella squadra, avvertendolo che Ras è solo un manipolatore, ma Arin rifiuta, decidendo di restare con lui. Proprio in quel momento, Rogue rapisce Ras e vola via grazie alla sua tuta meccanica. Arin si lancia all'inseguimento tra i rami con il rampino, seguito da Sora e Zane, accorsi per aiutarlo. Nel frattempo, nella foresta arrivano i dragoniani, guidati da un altro dei Cinque Proibiti, Drix, che si rivela capace di controllare gli insetti e ordina ai suoi di recuperare l'altra lama in possesso di Ras. Lloyd, Kai, Nya, P.I.X.A.L. e Frak affrontano Drix e i suoi seguaci in battaglia.
Intanto, Arin raggiunge Rogue e riesce a spezzare la corda che tiene Ras sospeso in volo, afferrandolo prima che cada. Ma Rogue li attacca di nuovo. Mentre Zane combatte i dragoniani al fianco di Ras, Arin affronta Rogue, che riesce a scaraventarlo giù da un ramo. Sora, alla guida di un veicolo volante, distrugge la tuta di Rogue con il suo potere, mettendolo fuori gioco. Vedendo Arin in caduta libera, si lancia e lo afferra al volo con una corda: insieme riescono a salvarsi. In quel momento, Sora lo implora di tornare con i ninja, ma Arin le confida che i suoi genitori sono morti. Nel frattempo, Drix raggiunge il campo di battaglia, sconfigge Ras e lo prende in ostaggio. Recupera l'ultima lama prismatica e fugge, pronto a riunirsi agli altri Proibiti per liberare Thunderfung.

## Le ultime catene
- Titolo originale: Chaos Unchained
- Diretto da: Daniel Ife
- Scritto da: Kevin Burke e Chris "Doc" Wyatt

### Trama
Dopo la battaglia con Drix, i ninja si ricongiungono. Arin confessa anche agli altri che i suoi genitori sono defunti, continuando a incolpare il maestro Wu per aver causato la fusione, evento che ne ha provocato la morte. Nonostante ciò, decide di collaborare con la squadra per ritrovare Ras e impedire la liberazione di Thunderfung da parte dei Cinque Proibiti. Zane, però, avverte che fermarli è praticamente impossibile: Drix e i dragoniani si stanno muovendo a una velocità tale da renderli irraggiungibili. Lloyd propone allora un'alternativa: usare i portali del monastero per anticiparli.
Nel frattempo, alla Città dei Templi, Wyldfyre continua a prendersi cura di Roby, ancora privo di sensi. Nessuna cura sembra funzionare, finché nella stanza non arriva un drago messaggero, che con il suo fuoco elementale riesce a guarire Hermes, l'altro draghetto colpito dalla decadenza di Kur. Ispirata, Wyldfyre imita il drago e, grazie al proprio potere, riesce finalmente a salvare Roby. Incoraggiata dal suo fidanzato appena ristabilito, decide di partire per raggiungere gli altri ninja. Questi ultimi, intanto, arrivano al monastero e iniziano a lavorare sull'apertura del portale per il Primo Regno. In questo momento, Arin e Sora si confrontano: entrambi si chiedono scusa per i rispettivi comportamenti. Arin confida che Ras è stato l'unico ad aiutarlo davvero a migliorare come ninja, motivo per cui lo aveva seguito. Poco dopo, Nya entra nella stanza per avvisarli che tutto è pronto.
Attraverso i portali, i ninja arrivano nel Primo Regno con i loro mech e veicoli, riuscendo a intercettare Drix prima che raggiunga gli altri proibiti. Ne nasce uno scontro, durante il quale le due lame prismatiche passano più volte di mano. In difficoltà, Drix invia uno dei suoi insetti per chiamare rinforzi: i Cinque Proibiti giungono in suo aiuto. Tuttavia, Nokt, invece di proseguire con la missione, prende Ras — ancora prigioniero — per vendicarsi, dopo che questi gli aveva impiantato un dispositivo di controllo sul collo. I due si scontrano, mentre Rox, insieme a Zarkt e Kur, affronta i ninja. Arin riesce a recuperare le lame, ma nel tentativo di salvare Ras viene attaccato da Rox e le perde. A quel punto, i Cinque Proibiti lasciano i ninja ai dragoniani e si dirigono verso la prigione di Thunderfung. Una volta lì, spezzano le ultime due catene e chiedono il potere promesso. Ma Thunderfung li ha ingannati: anziché ricompensarli, divora le loro anime e fugge, pronto a scatenare il caos.

## Il Drago Distruttore
- Titolo originale: The Shatter Dragon
- Diretto da: Shane Poettcker
- Scritto da: Kevin Burke e Chris "Doc" Wyatt

### Trama
Wyldfyre torna dai ninja e aiuta la squadra a uscire da un tornado generato nei pressi della prigione di Thunderfung. Appena messi in salvo, il gigantesco drago emerge dal sottosuolo: i ninja capiscono che i Cinque Proibiti lo hanno liberato, anche se non vi è traccia di loro. Thunderfung scatena un'ondata di caos che si diffonde in tutto il mondo, arrivando anche fino al monastero di Spinjitzu, alla Terra delle cose perdute — dove si trova Cole — e al Regno della follia. I ninja tentano di fermarlo, ma ogni attacco risulta inutile. Thunderfung chiede ai draghi sorgente di diventare uno di loro, ora che è libero e ancora più potente.
I dragoniani, ancora corrotti, si uniscono a lui per combattere i ninja. Intanto, Arin cerca di liberare Ras, rimasto bloccato sotto una roccia, ma Rogue lo cattura di nuovo. Mentre Sora e Wyldfyre colpiscono Thunderfung con i loro mech, Kai, Nya e Lloyd sferrano un attacco combinato con la tecnica del drago levante. Nonostante tutto, Thunderfung resiste e, intuendo che Lloyd è un tramite dei Draghi Sorgente, tenta di rubargli l'anima. I ninja lo salvano appena in tempo, ma lo scontro si intensifica. Rogue sorprende tutti usando il potere del fulmine, e Nya capisce che si tratta in realtà di Jay, nonostante sia mascherato. Thunderfung riesce infine a sopraffare i ninja e a rubare l’anima di Lloyd. Il drago si rivolge poi di nuovo ai draghi sorgente, minacciando di divorare anche le loro anime, come ha fatto con il loro tramite mortale. Sconvolto, Arin osserva attraverso una lama prismatica e vede tutte le anime intrappolate attorno a Thunderfung. Ricorda allora le parole di Morro, secondo cui l'elisir usato per curare Ras poteva aiutare le anime a passare oltre. Arin allora lancia l'elisir contro Thunderfung, liberando le anime e distruggendolo.
Dopo la battaglia, però, Arin decide di seguire ancora Ras, convinto che possa riportare in vita i suoi genitori. Questa volta Sora sceglie di accompagnarlo, per non lasciarlo solo. I dragoniani si scusano con i ninja, che li perdonano poiché capiscono che erano stati corrotti dal potere di Thunderfung. In seguito, i ninja fanno ritorno al monastero di Spinjitzu insieme a Jay, con una nuova acconciatura, ma ancora senza memoria. Al monastero si tiene una festa, e c'è anche Cole, tornato dalla Terra delle cose perdute. Gli viene raccontato tutto, inclusa la decisione di Arin di seguire Ras nella speranza di riportare in vita i suoi genitori. Sentendo ciò, Jay, che aveva lavorato nell'amministrazione al reparto di riassegnazione, rivela che i genitori di Arin sono in realtà vivi e che, quindi, Ras ha mentito. Nel frattempo, Thunderfung, appena morto, giunge nelle Terre Spettrali, trasformato in fantasma; lì incontra Morro e ne divora l'anima.